# Basilica of the National Shrine of the Immaculate Conception

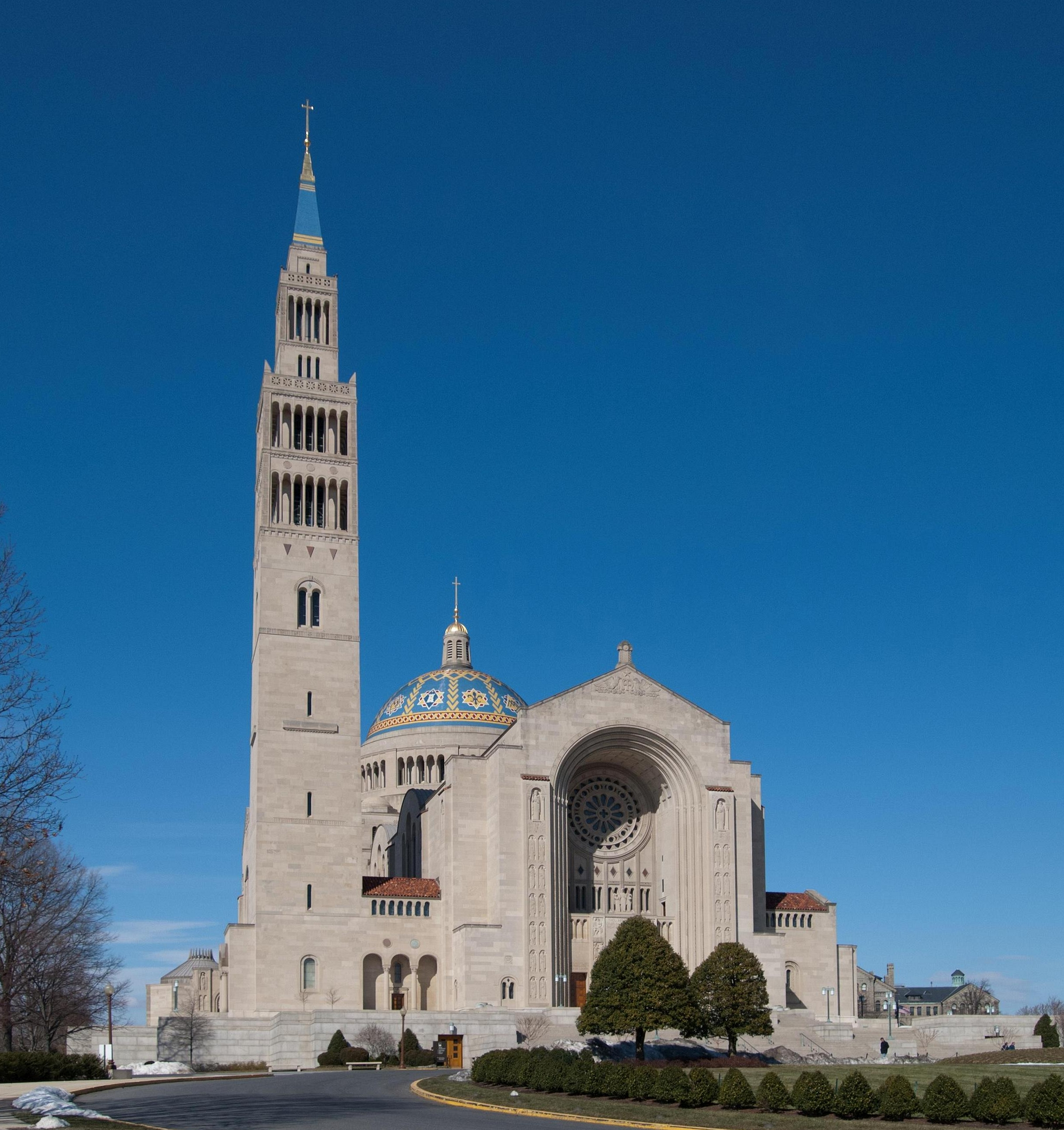
Nationalheiligtum Basilika der Unbefleckten Empfängnis

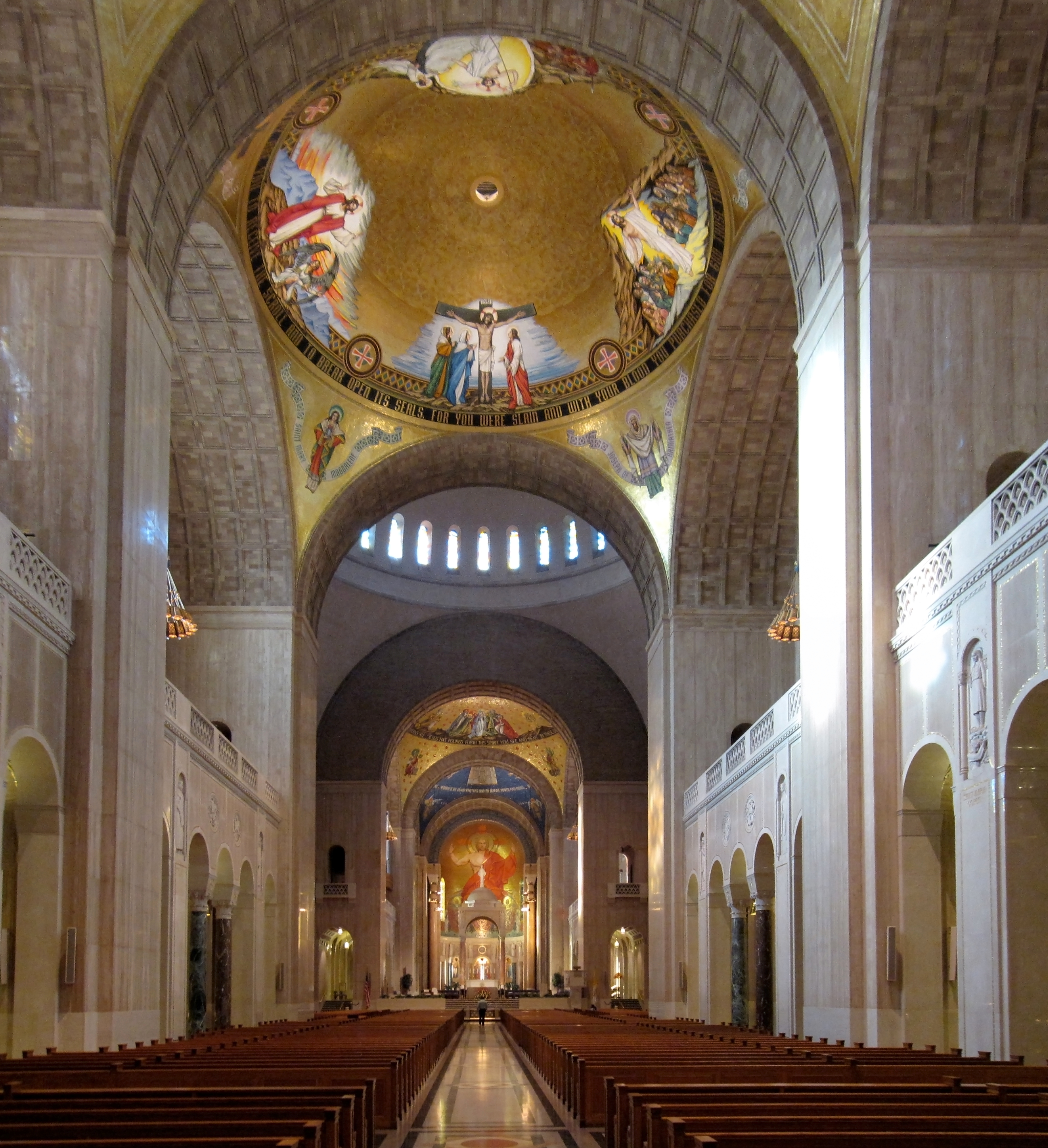
Inneres

Die Basilica of the National Shrine of the Immaculate Conception (deutsch Nationalheiligtum Basilika der Unbefleckten Empfängnis) ist eine zur  Catholic University of America gehörige römisch-katholische Wallfahrtsstätte in der US-Hauptstadt Washington, D.C. Die von 1920 bis 1961 erbaute neoromanisch-neobyzantinische Kuppelbasilika ist der ohne Erbsünde empfangenen Gottesmutter Maria als Schutzpatronin der Vereinigten Staaten gewidmet. Sie ist die größte römisch-katholische Kirche in Nordamerika und eine der zehn größten Kirchen weltweit und hat den Rang einer Basilica minor und eines Nationalheiligtums.

## Geschichte
Die Idee eines großen nationalen Marienheiligtums am Regierungssitz der USA entstand um die Mitte des 19. Jahrhunderts. Die Entwicklung der Pläne, das Zusammentragen der Mittel und die Ausführung des Baus nahmen ein Jahrhundert in Anspruch und wurden durch den Sezessionskrieg, den Ersten Weltkrieg, die Weltwirtschaftskrise und den Zweiten Weltkrieg unterbrochen.
1913 hatte Papst Pius X. das zur Ausführung gereifte Vorhaben begrüßt und einen namhaften Betrag dafür gestiftet, aber erst 1920, nach Kriegsende und vollständigem Neuentwurf der Architektur, wurde der Grundstein gelegt. 1926 wurde die Krypta fertiggestellt. 1931 wurden die Arbeiten unterbrochen. Der Bau der großen Oberkirche begann im Marianischen Jahr 1954. Am 20. November 1959 wurde die Marienbasilika geweiht. An der Innenausstattung und den Wanddekorationen wird bis heute gearbeitet.
Papst Johannes Paul II. besuchte das Nationalheiligtum am 7. Oktober 1979, Papst Benedikt XVI. am 16. April 2008; er verlieh der Wallfahrtskirche die Goldene Rose. Da das US-amerikanische Militärordinariat (seit 1986 im Rang einer Erzdiözese) als einzige römisch-katholische Diözese der USA keine eigene Kathedrale besitzt, wird für feierliche Anlässe das Nationalheiligtum genutzt.

## Architektur
Für die Marienbasilika wurden, in Abgrenzung zur neugotischen anglikanischen Nationalkathedrale, romanisch-byzantinische Formen gewählt. Hauptschöpfer des Entwurfs war Charles Donagh Maginnis († 1955). Als stärkstes Vorbild, auch für den 100 m hohen Glockenturm, kann der Markusdom in Venedig gelten.
Die Basilika ist 140 m lang. Die beiden weitgespannten Joche des Langhauses sind im Mittelschiff mit Flachkuppeln überwölbt, in den Seitenschiffen mit Emporen unterteilt. Daran schließt sich nördlich das Querhaus an. Die Hauptkuppel mit durchfenstertem Tambour über der Vierung hat einen Durchmesser von 33 m. Darauf folgt ein Chorjoch und als Nordabschluss ein Drei-Konchen-Chor. Ober- und Unterkirche sind von zahlreichen Kapellen umgeben.

## Ausstattung
Leitthema des aufwendigen Mosaiken- und Skulpturenschmucks ist Maria als Mutter aller Einwanderer und ihrer Herkunftsländer. In 70 Kapellen und Nischen sind unter anderem Nachbildungen von Gnadenbildern aus aller Welt ausgestellt, darunter das von Altötting und das von Mariazell. Neben byzantinisierenden Ausstattungsteilen enthält die Basilika die weltgrößte Sammlung zeitgenössischer Sakralkunst.

## Orgeln

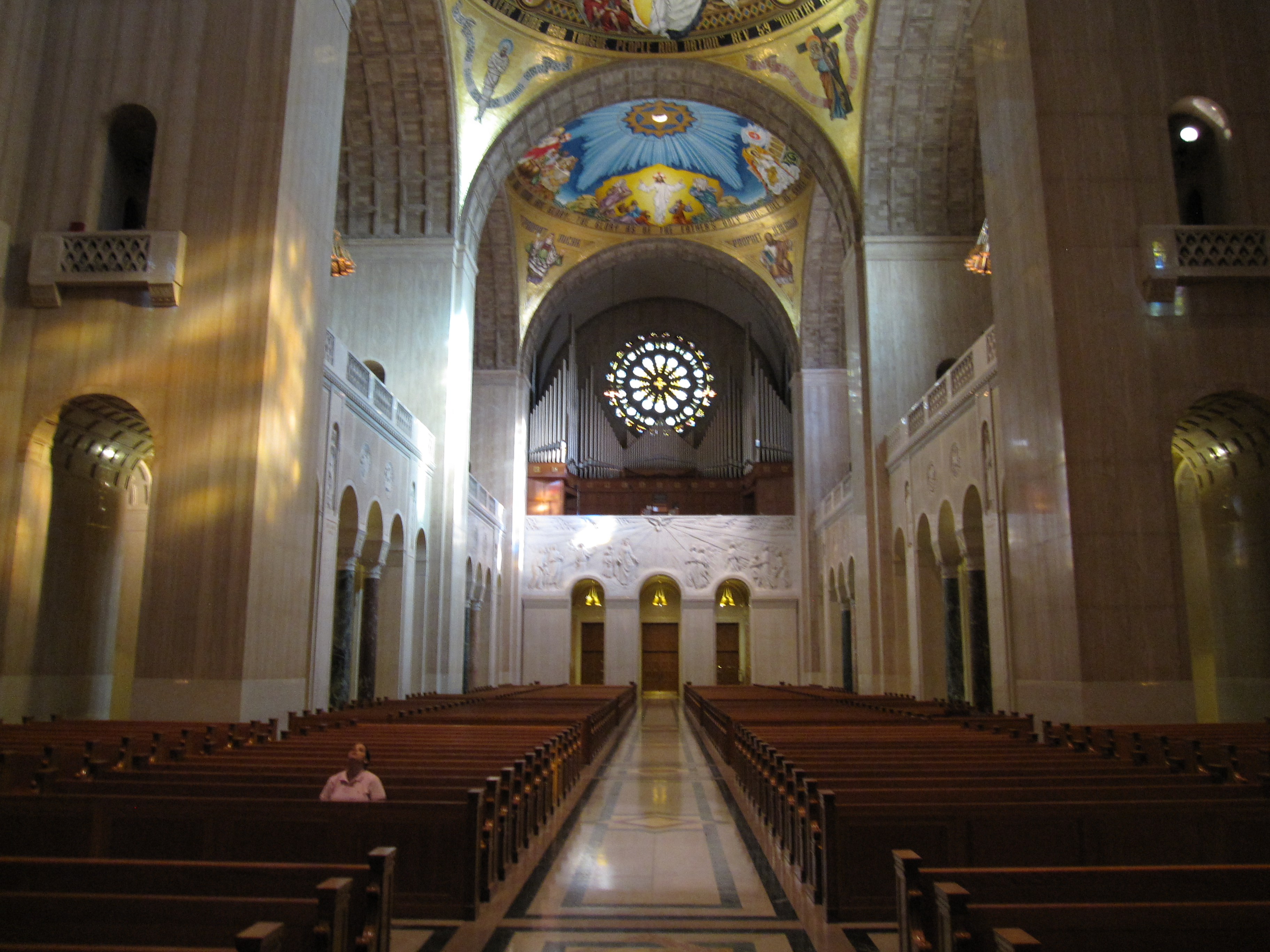
South Gallery mit Blick auf die Orgel

Im Nationalheiligtum gibt es zwei große Orgeln in der Basilika selbst sowie ein kleines Instrument in der Krypta.
Die Orgeln in der Basilika befinden sich auf der Rückseite des Hauptschiffs (South Gallery Organ) und auf der westlichen Sängertribüne in der Vierung (West Chancel Organ). Beide Instrumente wurden 1964 bis 1965 von dem Orgelbauer M.P. Möller erbaut und zuletzt in den Jahren 2000 bis 2001 von dem Orgelbauer Goulding & Wood restauriert. Im Zuge der Restaurierung wurden die beiden Rückpositive der South Gallery Organ, die den anderen Werken zum Kirchenraum hin vorgelagert waren, in das Ensemble der Orgel aufgenommen. Beide Instrumente verfügen jeweils über einen viermanualigen Generalspieltisch, von dem jeweils auch das andere Instrument anspielbar ist. Sie haben insgesamt 137 Register (9393 Pfeifen), zuzüglich 13 Transmissionen: die South Gallery Organ 102 Register auf vier Manualwerken, Bombardewerk und Pedal und die West Chancel Organ 48 Register auf drei Manualenwerken und Pedal.
Zahlreiche internationale Organisten gaben auf Basilika-Orgel Konzerte; zu erwähnen ist insbesondere Olivier Messiaen, der 1972 sein Stück Méditations sur le Mystère de la Sainte Trinité in der Basilika uraufführte.
| Choir C–g3          |      |
| Quintaton           | 16′  |
| Principal           | 8′   |
| Orchestral Flute    | 8′   |
| Gemshorn            | 8′   |
| Gemshorn Celeste    | 8′   |
| Fugara              | 4′   |
| Chimney Flute       | 4′   |
| Zauberflöte         | 2′   |
| Carillon III        | 2⁄3′ |
| Bass Clarinet       | 16′  |
| Petite Trompette    | 8′   |
| Clairon             | 4′   |
| Tremulant           |      |
| Pont. Trumpet (BOM) | 8′   |

| Bombarde C–g3      |     |
| Diapason           | 8′  |
| Open Flute         | 8′  |
| Octave Major       | 4′  |
| Plein Jeu IV       | 2′  |
| Harmonics IV       | 1′  |
| Bombarde harm.     | 16′ |
| Trompete harm.     | 8′  |
| Clarion harm.      | 4′  |
| Pontifical Trumpet | 8′  |
| Tremulant          |     |

| Great C–g3          |        |
| Contre Violone      | 32′    |
| Violone             | 16′    |
| Principal           | 8′     |
| Chimney Flute       | 8′     |
| Viola               | 8′     |
| Grosse Quinte       | 5 1⁄3′ |
| Octave              | 4′     |
| Spitzflote          | 4′     |
| Quinte              | 2 ⁄3′  |
| Super Octave        | 2′     |
| Blockflöte          | 2′     |
| Mixture IV          | 1 ⁄3′  |
| Scharf IV           | 2⁄3′   |
| Fagott              | 16′    |
| Trompete            | 8′     |
| Clarion             | 4′     |
| Pont. Trumpet (BOM) | 8′     |

| Swell C–g3       |        |
| Contre Viole     | 16′    |
| Principal        | 8′     |
| Gedeckt          | 8′     |
| Viole            | 8′     |
| Viole Celeste    | 8′     |
| Octave           | 4′     |
| Traverse Flute   | 4′     |
| Twelfth          | 2 ⁄3′  |
| Flageolet        | 2′     |
| Seventeenth      | 1 3⁄5′ |
| Plein Jeu III-IV | 2′     |
| Cymbale III      | 1⁄2′   |
| Contre Hautbois  | 16′    |
| Trompette        | 8′     |
| Hautbois         | 8′     |
| Voix Humaine     | 8′     |
| Clairon          | 4′     |
| Tremulant        |        |

| Right Positiv C–g3 |      |
| Singend Gedeckt    | 16′  |
| Holzgedeckt        | 8′   |
| Prinzipal          | 4′   |
| Hohlflöte          | 4′   |
| Blockflöte         | 2′   |
| Sifflöte           | 1′   |
| Mixture IV         | 2⁄3′ |
| Cromorne           | 8′   |
| Tremulant          |      |

| Left Positiv C–g3 |        |
| Geigen            | 16′    |
| Principal         | 8′     |
| Rohrflöte         | 8′     |
| Principal         | 4′     |
| Koppelflöte       | 4′     |
| Rohr Nasat        | 2 ⁄3′  |
| Octave            | 2′     |
| Spielflöte        | 2′     |
| Terzflöte         | 1 3⁄5′ |
| Quintflöte        | 1 ⁄3′  |
| Mixture IV        | 1 ⁄3′  |
| Tremulant         |        |

| Pedal C–g1      |         |
| Gravissima      | 64′     |
| Contre Violone  | 32′     |
| Contre Bourdon  | 32′     |
| Principal       | 16′     |
| Bourdon         | 16′     |
| Violone (GT)    | 16′     |
| Gemshorn        | 16′     |
| Violone (SW)    | 16′     |
| Contrebasse     | 16′     |
| Quintaton (CH)  | 16′     |
| Grosse Quinte   | 10 2⁄3′ |
| Octave          | 8′      |
| Stopped Flute   | 8′      |
| Viole (GT)      | 8′      |
| Choralbass      | 4′      |
| Open Flute      | 4′      |
| Hohlflöte       | 2′      |
| Mixture IV      | 4′      |
| Acuta III       | 1 ⁄3′   |
| Contre Bombarde | 32′     |
| Bombarde        | 16′     |
| Basson (SW)     | 16′     |
| Fagott (GT)     | 16′     |
| Trumpet         | 8′      |
| Clairon         | 4′      |
| Rohrschalmei    | 4′      |

| Choir C–g3        |        |
| Dolcan            | 16′    |
| Spitzprincipal    | 8′     |
| Rohrflöte         | 8′     |
| Dolcan            | 8′     |
| Dolcan Celeste    | 8′     |
| Oktav             | 4′     |
| Blockflöte        | 4′     |
| Nazard            | 2 ⁄3′  |
| Principal         | 2′     |
| Tierce            | 1 3⁄5′ |
| Fourniture III    | 1′     |
| Corno di Bassetto | 8′     |
| Tremulant         |        |

| Great C–g3     |       |
| Bourdon        | 16′   |
| Principal      | 8′    |
| Bourdon        | 8′    |
| Octave         | 4′    |
| Flute a Fuseau | 4′    |
| Flute a Bec    | 2′    |
| Mixture IV     | 1 ⁄3′ |
| Trompete       | 8′    |

| Swell C–g3       |     |
| Gedeckt          | 16′ |
| Principal        | 8′  |
| Gedeckt          | 8′  |
| Viole            | 8′  |
| Viole Celeste    | 8′  |
| Octave           | 4′  |
| Harmonic Flute   | 4′  |
| Gemshorn         | 2′  |
| Plein Jeu III-IV | 2′  |
| Contre Hautbois  | 16′ |
| Trompette        | 8′  |
| Hautbois         | 8′  |
| Clairon          | 4′  |
| Tremulant        |     |

| Pedal C–g1      |       |
| Contre Bourdon  | 32′   |
| Soubasse        | 16′   |
| Bourdon (SW)    | 16′   |
| Gedeckt (SW)    | 16′   |
| Viole (GT)      | 16′   |
| Dolcan (CH)     | 16′   |
| Octave          | 8′    |
| Stopped Flute   | 8′    |
| Choralbass      | 4′    |
| Open Flute      | 4′    |
| Rauschquinte II | 2 ⁄3′ |
| Mixture II      | 1 ⁄3′ |
| Bombarde        | 16′   |
| Basson (SW)     | 16′   |
| Bombarde        | 8′    |
| Chalumau        | 4′    |

In der Krypta befindet sich eine kleine, zweimanualige Orgel, die im Jahre 1987 von dem Orgelbauer Schudi erbaut wurde. Das barock disponierte Instrument lehnt sich an Orgeln von Silbermann an. Es hat 23 Register (1.355 Pfeifen) auf zwei Manualen und Pedal. Die Spiel- und Registertrakturen sind mechanisch.
| Hauptwerk C–f3 |        |
| Principal      | 8′     |
| Rohrflöte      | 8′     |
| Octave         | 4′     |
| Quinte         | 2 ⁄3′  |
| Superoctave    | 2′     |
| Terz           | 1 3⁄5′ |
| Mixtur IV      | 1 ⁄3′  |
| Trompete       | 8′     |
| Tremulant      |        |

| Oberwerk C–f3 |       |
| Gedackt       | 8′    |
| Viol di Gamba | 8′    |
| Rohrflöte     | 4′    |
| Principal     | 2′    |
| Quinte        | 1 ⁄3′ |
| Sifflet       | 1′    |
| Cymbel II     | 2⁄3′  |
| Schalmey      | 8′    |
| Tremulant     |       |

| Pedalwerk C–f1   |       |
| Subbass          | 16′   |
| Principal        | 8′    |
| Bordun           | 8′    |
| Octave           | 4′    |
| Rauschpfeife III | 2 ⁄3′ |
| Posaune          | 16′   |
| Trompete         | 8′    |